# 清溪川
清溪川是韓國一條總長約13.7公里的人工河流（在首爾市區部份約5.8公里），自仁王山為起點向東穿過首爾市中心。在朝鮮時代為解決雨季積水無法排出市區而挖掘，過去曾作為下水道使用，2005年改造轉型為國際知名觀光景點。清溪川為漢江第二大支流，在城東區的沙斤洞、松亭洞、聖水洞與第一大支流中浪川匯流後進入漢江。

## 概要

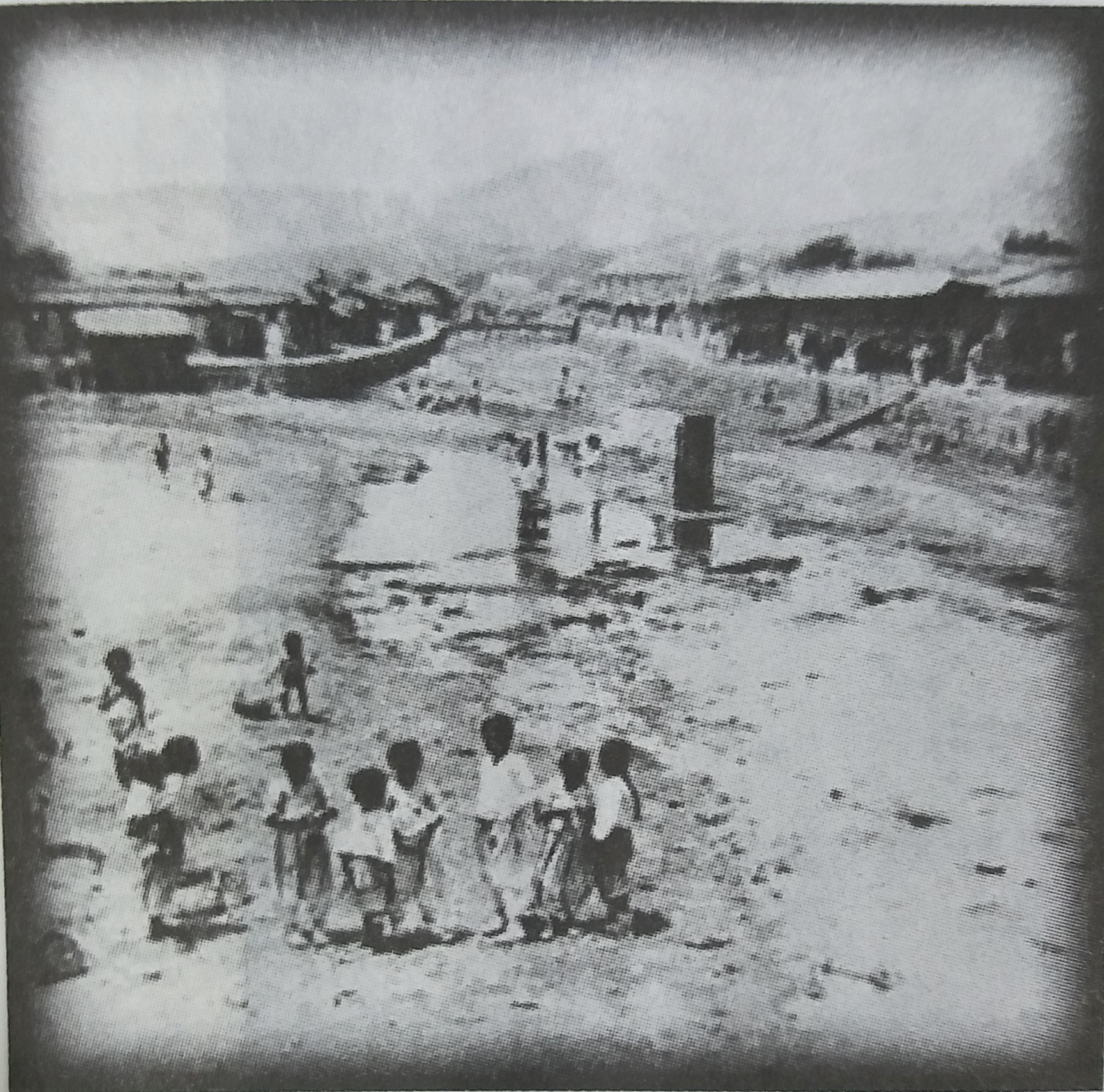
1904年的清溪川

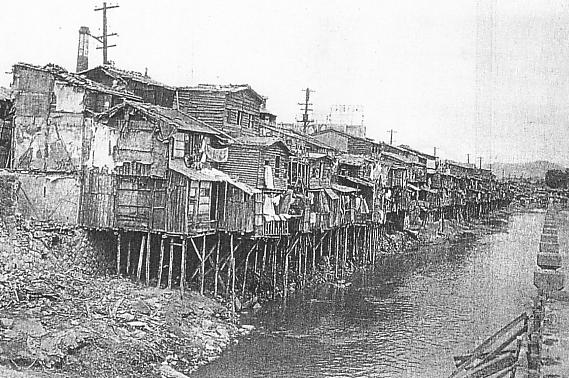
日治时期清溪川上的吊脚楼民居

1406~1407年朝鮮太宗開始進行主流河床拓寛、兩岸築壩等工程；1411年設立臨時整治機構「開渠都監」；1412年1月15日~2月15日投入5萬2800人進行大規模整治。太宗為了要把梅雨季時在漢陽（首爾）市區及首爾盆地雨水集中東流排出而挖掘清溪川自然形態，並以土木工程進行河川整治，稱為開川。故清溪川又有「開川」之稱。
到了朝鮮世宗時期，整治重點在支流的治理，主要防止過量的水流入上游導致市區淹水，1441年在馬前橋西側水中設立標石監測水位變化。由於朝鮮世宗同意「由於都城居住著大量人口，將會產生大量垃圾，需要有排污的河川」的主張，清溪川往後就此定位成為排放雨水及排放污水的生活河川，居住在漢陽市區10萬居民的生活污水全由此排放。
居住在首爾盆地人口不斷的成長，周遭自然環境大量被開發，長年下來堆積了許多垃圾和泥沙，1725年朝鮮英祖即位時，河床幾乎和地面平行。1759年10月朝鮮英祖設管理河川治理事務的濬川司，1760年2月18日~4月15日為止共耗時57天動用20餘萬人進行疏濬整治，此後每隔2～3年進行疏通工程。1773年6月，在河岸兩側用石頭造出固定河堤，使彎曲的河道變得筆直。
1914年日本殖民時期改稱「清溪川」，因是京城朝鮮人和日本人居住地的界線，當時被日本人嗤笑為「濁溪川」。
韓國在1960年代朴正熙時期，由於經濟增長及都市發展，清溪川曾被覆蓋成為暗渠，清溪川的水質亦因廢水排放而變得惡劣。1968年更在清溪川上興建高架道路。
2003年7月起，在時任首爾市長李明博推動下進行重新修復工程，不僅將清溪高架道路拆除，並重新挖掘河道，並為河流重新美化、灌水，及種植各種植物，又征集興建多條各种特色橋樑橫跨河道。復原廣通橋，將舊廣通橋的橋墩混合到現代橋樑中重建。修築河床以使清溪川水不易流失，在旱季時引漢江水灌清溪川，以使清溪川長年不斷流，分清水及污水兩條管道分流，以使水質保持清潔。工程總耗資9000億韓圓（約62億港元），在2005年9月完成，現已成為首爾市中心一個休憩地點。

## 環境效益
整建前清溪高架道路四周溫度高於首爾全市平均氣溫5℃以上；現在則低於全市平均氣溫3.6℃，有效調節都市高溫；平均風速比往年同期快了50％左右，空氣潔淨度明顯提升；清溪川與中浪川交匯處的楊柳濕地現被指定為白鷺、野鴨、翠鳥等鳥類保護區，水中生物有魚類、兩棲類多樣性生物，水生植物有溪柳、荊三棱、菖蒲等，沿岸可見狼尾草、紫芒等植物。

## 爭議
當年參與清溪川整治工程規畫的首爾大學景觀系教授金晟均批評：“韓國人引以為傲的首爾市清溪川其實是一條沒有生命的人工排水道”并称“這是一件相當政治導向的景觀工程”。清溪川80%的水都依靠馬達從漢江抽取，由上游往下游放水；清溪川河床採取「三面光」工程 ，過度的水泥化及人工化，並且鋪上不透水層防止滲漏至首爾地鐵；清溪川每年需要耗資至少700万美元維持，一旦韓國政府預算不足，整治後的清溪川可能再度死亡。

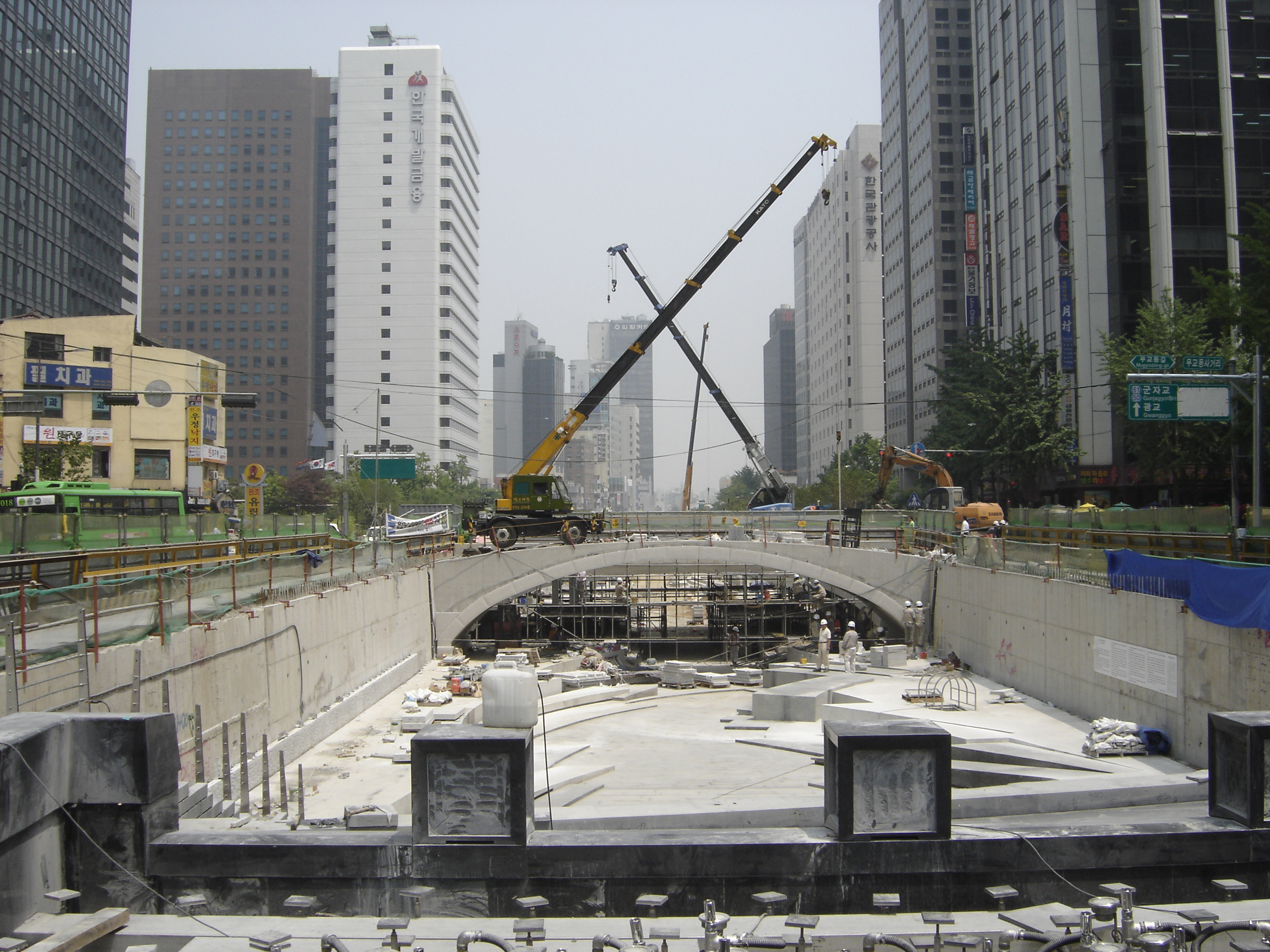
清溪川整治工程
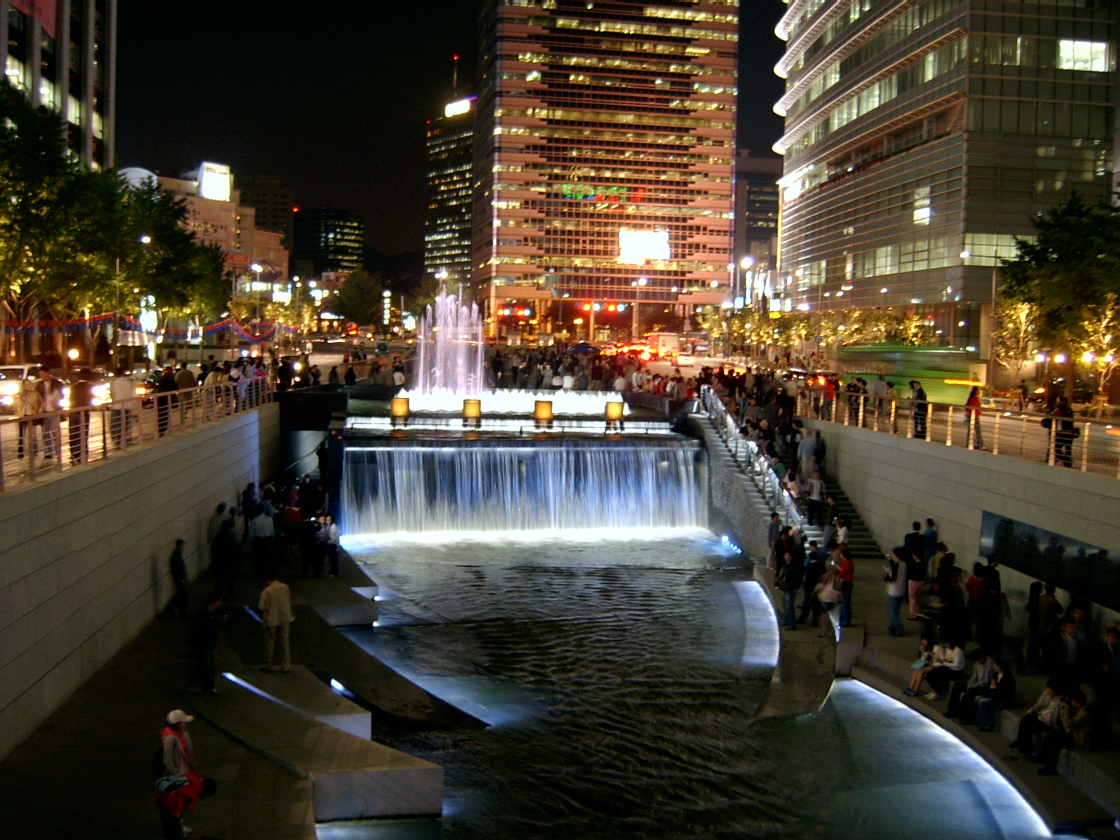
夜間的清溪川
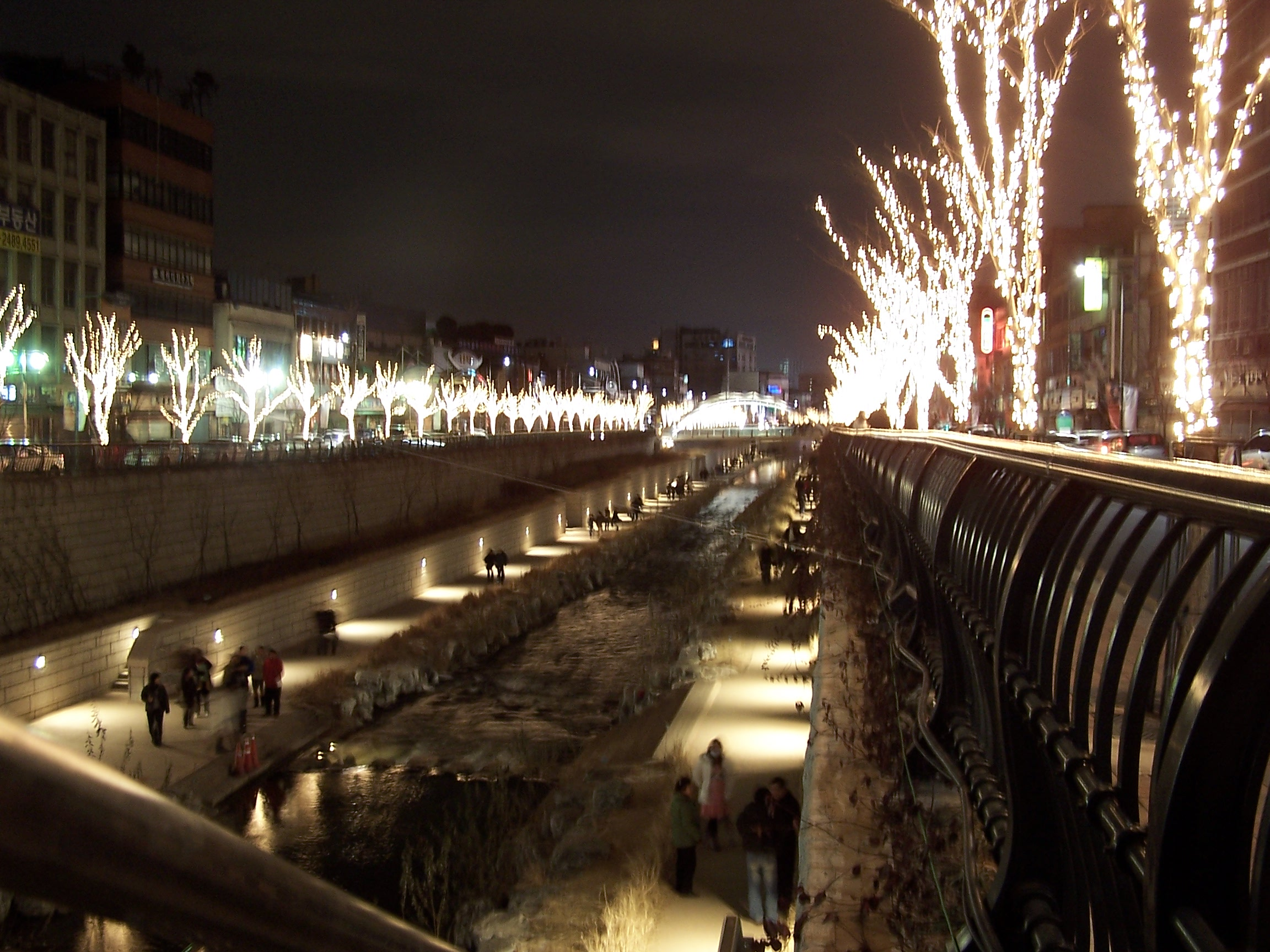
夜間的清溪川

## 相關參見
- 啟德河
- 韩国旅游
- 东濠涌

## 外部連結
- （简体中文）東大門的景點 / 清溪川 / 中浪川 （页面存档备份，存于）
- （繁體中文）Visit Seoul - 清溪川 | 首爾觀光公社 | 首爾市官方旅遊網站
- （繁體中文）清溪川網站 （页面存档备份，存于）
- （繁體中文）韓國公園綠地及景觀植栽等公共設施管理維護業務考察